# Таљата (Кунео)
Таљата је насеље у Италији у округу Кунео, региону Пијемонт.
Према процени из 2011. у насељу је живело 79 становника. Насеље се налази на надморској висини од 334 м.